# Song of I
Song of I è un singolo del cantautore britannico Steven Wilson, pubblicato il 9 giugno 2017 come terzo estratto dal quinto album in studio To the Bone.

## Descrizione
Nona traccia dell'album, Song of I rappresenta, a detta dello stesso Wilson, il «lato più elettronico e oscuro» dell'album. Il brano ha inoltre visto la partecipazione vocale della cantautrice svizzera Sophie Hunger.

## Video musicale
Il video, diretto da Lasse Hoile, è stato reso disponibile in contemporanea al lancio del singolo in anteprima attraverso il sito della rivista statunitense Billboard.

## Tracce
Download digitale
1. Song of I – 5:21

CD promozionale (Regno Unito)
1. Song of I (Radio Edit) – 3:26

## Formazione
Musicisti
- Steven Wilson – voce, tastiera, programmazione
- Sophie Hunger – voce
- David Collar – chitarra
- Adam Holzman – pianoforte
- Craig Blundell – batteria
- Dave Stewart – arrangiamento strumenti ad arco
- The London Session Orchestra – strumenti ad arco

Produzione
- Steven Wilson – produzione, missaggio
- Paul Stacey – coproduzione, ingegneria del suono
- Dave Stewart – produzione strumenti ad arco
- Steve Price – ingegneria del suono strumenti ad arco
- Keith Prior – assistenza tecnica
- Benoît Corboz – registrazione voce di Sophie Hunger
- Tim Young – mastering
- Lasse Hoile – fotografia